# Donant la nota 3
Donant la nota 3 (títol original en anglès, Pitch Perfect 3) és una pel·lícula de comèdia musical estatunidenca del 2017 dirigida per Trish Sie i escrita per Kay Cannon i Mike White. Es tracta d'una seqüela de Donant la nota 2 (2015) i és la tercera i última entrega de la franquícia Donant la nota, la pel·lícula compta amb Anna Kendrick, Rebel Wilson, Hailee Steinfeld, Brittany Snow, Anna Camp, Hana Mae Lee, Ester Dean, Chrissie Fit, Alexis Knapp, Kelly Jakle, Shelley Regner, John Michael Higgins i Elizabeth Banks reprenen els seus papers d'entregues anteriors, i se'ls uneixen John Lithgow, DJ Khaled, Ruby Rose, Matt Lanter i Guy Burnet. La pel·lícula segueix les Bellas, ara graduades a la universitat, retrobant-se per a una darrera actuació junts durant una gira de les United Service Organizations a l'estranger. Ha estat doblada al català.
El rodatge principal de la pel·lícula va començar el gener de 2017 a Atlanta (Geòrgia), i va acabar l'abril de 2017. El film es va estrenar als Estats Units el 22 de desembre de 2017 i va rebre ressenyes ambivalents i negatives de la crítica (a diferència dels seus predecessors), però va recaptar 185,4 milions de dòlars a tot el món per un pressupost de 45 milions de dòlars. Es va convertir en la segona pel·lícula de comèdia musical més taquillera de tots els temps, darrere de la seva predecessora.